# Obârșia de Câmp
Obârșia de Câmp é uma comuna romena localizada no distrito de Mehedinți, na região de Oltênia. A comuna possui uma área de 28.64 km² e sua população era de 2020 habitantes segundo o censo de 2007.